# Zapotèque de Guevea de Humboldt
Le zapotèque de Guevea de Humboldt (ou zapotèque d'Isthme du Nord) est une variété de la langue zapotèque parlée dans l'État de Oaxaca, au Mexique.

## Localisation géographique
Le zapotèque de Guevea de Humboldt est parlé dans l'est de l'État de Oaxaca, au Mexique,.

## Intelligibilité avec les variétés du zapotèque
Les locuteurs du zapotèque de Guevea de Humboldt ont une intelligibilité de 49 % du zapotèque de Lachiguiri (le plus similaire).

## Utilisation
En 2000, le zapotèque de Guevea de Humboldt est parlé par 4 720 personnes. Le taux d'alphabétisation est de 2 % pour les personnes ayant cette langue comme langue maternelle et de 20 à 30 % pour ceux l'ayant apprise comme langue seconde.